# UEFA Futsal Champions League 2019-2020
La UEFA Futsal Champions League 2019-2020 è stata la 19ª edizione del torneo continentale riservato ai club di calcio a 5 vincitori nella precedente stagione del massimo campionato delle federazioni affiliate alla UEFA e la seconda con questa denominazione. La competizione è iniziata il 27 agosto 2019 e si è conclusa l'11 ottobre 2020.

## Squadre partecipanti
Le migliori tre nazioni del ranking ovvero Spagna, Portogallo e Russia hanno diritto a iscrivere due squadre. Dal momento che la detentrice del trofeo appartiene a una di queste federazioni anche il Kazakistan, quarto nel ranking, ottiene questo vantaggio. Le loro otto rappresentanti, tra cui lo Sporting CP campione in carica, sono fra le 23 squadre con i coefficienti più alti e partono direttamente dal turno principale. Le altre 34 iniziano dal turno preliminare (entrambi i turni sono stati sorteggiati nella stessa cerimonia). Le federazioni in gara sono 53, come nella scorsa edizione.

### Lista
I club sono stati ordinati in base al loro coefficiente UEFA (aggiornato al giugno del 2019).

| Turno principale | Turno principale     | Turno principale | Turno principale | Turno principale |
| Rank             | Squadra              | Coeff.           | Percorso         | Urna             |
| ---------------- | -------------------- | ---------------- | ---------------- | ---------------- |
| TH               | Sporting CP          | 67.883           | A                | 1                |
| 1                | Barcellona           | 46.501           | A                | 1                |
| 2                | Qairat Almaty        | 42.667           | A                | 1                |
| 3                | Benfica              | 30.833           | A                | 1                |
| 4                | ElPozo Murcia        | 29.167           | A                | 2                |
| 5                | Ekonomac             | 19.001           | A                | 2                |
| 6                | Halle-Gooik (H)      | 15.999           | A                | 2                |
| 7                | Ayat                 | 15.000           | A                | 2                |
| 8                | Tjumen'              | 13.833           | A                | 3                |
| 9                | KPRF                 | 13.883           | A                | 3                |
| 10               | Araz Naxçivan        | 12.500           | A                | 3                |
| 11               | Dobovec (H)          | 9.167            | A                | 3                |
| 12               | Stalitsa Minsk (H)   | 9.167            | B                | 1                |
| 13               | Italservice          | 8.833            | B                | 1                |
| 14               | Novo Vrijeme (H)     | 8.667            | B                | 1                |
| 15               | Rekord Bielsko-Biała | 8.335            | B                | 1                |
| 16               | Berettyóújfalu (H)   | 7.334            | A                | 4                |
| 17               | Prodexim Kherson     | 7.333            | A                | 4                |
| 18               | Vytis (H)            | 6.583            | A                | 4                |
| 19               | Mostar               | 5.501            | A                | 4                |
| 20               | Sparta Praga (H)     | 5.000            | B                | 2                |
| 21               | Liburn               | 4.667            | B                | 2                |
| 22               | Uddevalla (H)        | 4.335            | B                | 2                |

| Turno preliminare | Turno preliminare    | Turno preliminare | Turno preliminare |
| Rank              | Squadra              | Coeff.            | Urna              |
| ----------------- | -------------------- | ----------------- | ----------------- |
| 23                | Leo                  | 4.251             | 1                 |
| 24                | Csíkszereda          | 4.167             | 1                 |
| 25                | Pinerola             | 3.833             | 1                 |
| 26                | Lokomotiv Daugavpils | 3.667             | 1                 |
| 27                | Georgians Tbilisi    | 3.334             | 1                 |
| 28                | Luxol Saint Andrews  | 3.334             | 1                 |
| 29                | Weilimdorf           | 3.250             | 1                 |
| 30                | Hovocubo (H)         | 3.167             | 1                 |
| 31                | KaDy                 | 2.833             | 1                 |
| 32                | Minerva              | 2.626             | 2                 |
| 33                | Gentofte             | 2.335             | 2                 |
| 34                | Omonia (H)           | 2.167             | 2                 |
| 35                | Toulon               | 2.000             | 2                 |
| 36                | Shkupi (H)           | 1.834             | 2                 |
| 37                | Helvecia             | 1.667             | 2                 |
| 38                | Varna City (H)       | 1.500             | 2                 |
| 39                | Sjarmtrollan (H)     | 1.417             | 2                 |
| 40                | Allstars (H)         | 1.167             | 2                 |
| 41                | Titograd (H)         | 1.167             | 3                 |
| 42                | Dinamo Chişinău      | 1.167             | 3                 |
| 43                | Lynx                 | 1.001             | 3                 |
| 44                | AEK Atene (H)        | 1.000             | 3                 |
| 45                | Maccabi Nahalat      | 0.833             | 3                 |
| 46                | Tirana               | 0.750             | 3                 |
| 47                | Racing Luxembourg    | 0.750             | 3                 |
| 48                | Cardiff University   | 0.501             | 3                 |
| 49                | Gazi Üniversitesi    | 0.500             | 3                 |
| 50                | Blue Magic           | 0.334             | 4                 |
| 51                | Viimsi (H)           | 0.333             | 4                 |
| 52                | Encamp               | 0.251             | 4                 |
| 53                | Fiorentino           | 0.167             | 4                 |
| 54                | Vængir Júpiters      | 0.000             | 4                 |
| 55                | Sparta Belfast       | 0.000             | 4                 |
| 56                | PYF Saltires         | 0.000             | 4                 |

Note
- (TH) – Squadra campione in carica
- (CH) – Campione nazionale
- (RU) – Secondo posto nazionale
- (H) – Squadra ospitante

### Formula
- Fase preliminare (27 agosto - 1º settembre 2019)

In questo turno si affrontano 34 squadre divise in sette gironi da quattro squadre e due gironi da tre, le nove vincitrici dei gironi accedono al turno successivo.
- Fase principale (8-13 ottobre 2019)

Percorso A:
Seguono questo percorso le prime 12 squadre del ranking e quelle dal 16º al 19º posto nel ranking, divise in quattro gironi da quattro squadre. Le prime tre squadre in ognuno dei gironi si qualificano alla fase élite.
Percorso B:
Le squadre dal 12º al 15º posto e dal 20º al 22º posto nel ranking verranno raggiunte dalle nove vincitrici della fase preliminare, per un totale di 16 partecipanti, anche qui divise in quattro gironi da quattro squadre. Le vincitrici dei gironi si qualificano alla fase élite.
- Fase élite e fase finale (19-24 novembre 2019; 8-11 ottobre 2020[5])

Le 16 squadre si affrontano in quattro gironi da quattro, da sorteggiarsi in primavera. Le rispettive vincitrici dei gironi si qualificano per la fase finale.

## Turno preliminare
Gli orari sono CEST (UTC+2), come indicato dalla UEFA. Gli orari locali, se differenti, sono indicati tra parentesi.

### Gruppo A
| Squadra    | P.ti | G | V | N | P | GF | GS | DR  |
| ---------- | ---- | - | - | - | - | -- | -- | --- |
| Toulon     | 7    | 3 | 2 | 1 | 0 | 22 | 10 | +12 |
| Viimsi (H) | 7    | 3 | 2 | 1 | 0 | 15 | 8  | +7  |
| KaDy       | 3    | 3 | 1 | 0 | 2 | 4  | 11 | -7  |
| Tirana     | 0    | 3 | 0 | 0 | 3 | 5  | 17 | -12 |

| Arbitri: | Filip Nesnera Daniel Deca Rastislav Behancin |

|                    |           |  |
| Rautiainen 25'55'’ | Marcatori |  |

| Arbitri: | Dejan Veselic Rastislav Behancin Daniel Deca |

|                                                                  |           |                                                                      |
| Pupa 6'00'’ Martins 6'26'’, 26'39'’, 39'59'’ Sanz Sendon 37'52'’ | Marcatori | 10'14'’ Makarov 10'49'’Kostin 20'39'’ Chudnov 28'11'’, 36'18'’ Fetko |

| Arbitri: | Rastislav Behancin Filip Nesnera Dejan Veselic |

| |           |                         |
| Martins 4'15'’ Ofong 15'57'’, 34'45'’ Korsunov 19'06'’ (aut.) Nito 22'14'’, 31'41'’, 35'41'’ De Menezes Souza 36'00'’ | Marcatori | 2'00'’, 26'37'’ Parente |

| Arbitri: | Daniel Deca Dejan Veselic Filip Nesnera |

| |           |                              |
| Fetko 9'37'’ Merkurjev 18'30'’ Chudnov 21'52'’ Makarov 24'39'’ Stüf 26'34'’, 28'15'’ Kostin 33'20'’ | Marcatori | 21'39'’ Rukovci 29'21'’ Kaca |

| Arbitri: | Daniel Deca Filip Nesnera Rastislav Behancin |

|                                           |           | |
| Kaca 1'51'’ Licaj 26'29'’ Rukovci 39'06'’ | Marcatori | 0'25'’, 21'21'’ Martins 14'41'’ Souza Da Costa 17'27'’, 18'44'’ (t.l.), 20'47'’, 27'32'’ Nito 32'24'’ Sanz Sendon 33'22'’ De Menezes Souza |

| Arbitri: | Dejan Veselic Rastislav Behancin Filip Nesnera |

|                                              |           |                    |
| Fetko 15'35'’ (rig.), 39'55’ Sorokin 19'57'’ | Marcatori | 25'13'’ Rautiainen |

### Gruppo B
| Squadra              | P.ti | G | V | N | P | GF | GS | DR  |
| -------------------- | ---- | - | - | - | - | -- | -- | --- |
| Shkupi (H)           | 9    | 3 | 3 | 0 | 0 | 19 | 3  | +16 |
| Lokomotiv Daugavpils | 6    | 3 | 2 | 0 | 1 | 14 | 7  | +7  |
| Cardiff University   | 3    | 3 | 1 | 0 | 2 | 5  | 11 | -6  |
| Encamp               | 0    | 3 | 0 | 0 | 3 | 5  | 22 | -17 |

| Arbitri: | Jagnar Jakobson Nebojsa Panic Turekhan Tursumbayev |

| |           |                                                |
| Halimons 5'50'’, 9'25'’, 15'04'’ (t.l.), 17'58'’ (t.l.) Raščevskis 11'40'’, 30'26'’ Borisovs 30'29'’ | Marcatori | 8'04'’Alves 21'22'’ San Segundo 39'03'’ García |

| Arbitri: | Marco Rothenfluh Turekhan Tursumbayev Nebojsa Panic |

|  |           |                                                                          |
|  | Marcatori | 9'44'’ Agushibr> 12'14'’, 29'27'’ Ceka 23'01'’ Gligorov 27'15'’ Dimovski |

| Arbitri: | Turekhan Tursumbayev Jagnar Jakobson Marco Rothenfluh |

|                 |           |                                                                     |
| Maynard 32'01'’ | Marcatori | 8'41'’ Kozhemiaka 11'36'’, 13'24'’, 39'38'’ Cirilo 14'28'’ Halimons |

| Arbitri: | Nebojsa Panic Marco Rothenfluh Jagnar Jakobson |

| |           |               |
| Sulejman 5'34'’, 6'35'’, 23'41'’ Gligorov 9'09'’ Seferi 10'22'’, 17'59'’, 31'14'’ Petrović 19'45'’ (t.l.) San Segundo 25'40'’ (aut.) Shabani 29'36'’ Ismaili 35'11'’ | Marcatori | 34'17'’ Neira |

| Arbitri: | Marco Rothenfluh Turekhan Tursumbayev Jagnar Jakobson |

|                   |           |                                                     |
| Fernandes 10'57'’ | Marcatori | 14'00'’ Bell 17'12'’ Emanuel 30'43'’, 38'31'’ Dabbs |

| Arbitri: | Nebojsa Panic Jagnar Jakobson Turekhan Tursumbayev |

|                                                |           |                             |
| Seferi 4'26'’ Berisha 12'06'’ Petrović 35'42'’ | Marcatori | 23'52'’, 32'36'’ Raščevskis |

### Gruppo C
| Squadra       | P.ti | G | V | N | P | GF | GS | DR  |
| ------------- | ---- | - | - | - | - | -- | -- | --- |
| Csíkszereda   | 9    | 3 | 3 | 0 | 0 | 19 | 6  | +13 |
| Minerva       | 4    | 3 | 1 | 1 | 1 | 11 | 13 | -2  |
| Blue Magic    | 2    | 3 | 0 | 2 | 1 | 8  | 17 | -9  |
| AEK Atene (H) | 1    | 3 | 0 | 1 | 2 | 10 | 12 | -2  |

| Arbitri: | Aurélien Uzan Murat Colak Damian Grabowski |

| |           |  |
| F. Matei 1'58'’ Héctor 4'50'’ Pršić 10'32'’, 30'49'’, 39'49'’ Alvarito 12'36'’, 39'16'’ (t.l.) C. Matei 15'13'’, 16'01'’ | Marcatori |  |

| Arbitri: | Hikmat Qafarli Damian Grabowski Murat Colak |

|                                                            |           |                                                                   |
| Ruiz Fernandez 6'32'’, 7'36'’ Turé 38'02'’ Santona 38'46'’ | Marcatori | 19'59'’ (t.l.) Thanasai 35'42'’ V. Asimakopoulos 36'50'’ K. Panou |

| Arbitri: | Damian Grabowski Aurélien Uzan Hikmat Qafarli |

|                                                 |           |                                                                                    |
| Marcoyannakis 2'55'’ Soares 7'48'’ Turé 23'52'’ | Marcatori | 0'28'’ Héctor 3'37'’, 39'37'’ Pršić 14'37'’ C. Matei 32'36'’ F. Matei 34'04'’ Deco |

| Arbitri: | Murat Colak Hikmat Qafarli Aurélien Uzan |

|                                                                           |           |                                                      |
| Manos 8'14'’ Hatzifotiou 9'56'’ K. Panou 15'56'’ (rig.) Skoutelis 33'05'’ | Marcatori | 9'47'’, 33'20'’ Micoski Lucas 19'15'’, 38'46'’ Byrne |

| Arbitri: | Aurélien Uzan Murat Colak Damian Grabowski |

|                                                              |           |                                                            |
| Byrne 23'10'’, 26'07'’, 36'19'’ Micoski Lucas 39'50'’ (t.l.) | Marcatori | 26'34'’ Turé 28'23'’, 39'43'’ (rig.) Mezger 38'46'’ Soares |

| Arbitri: | Hikmat Qafarli Damian Grabowski Murat Colak |

|                                                            |           |                                                                 |
| Thanasai 6'02'’ (rig.) Ntatis 28'30'’ Szöcs 39'41'’ (aut.) | Marcatori | 10'47'’ Alvarito 17'43'’ Héctor 25'05'’ Pršić 33'10'’ Valadares |

### Gruppo D
| Squadra           | P.ti | G | V | N | P | GF | GS | DR  |
| ----------------- | ---- | - | - | - | - | -- | -- | --- |
| Omonia (H)        | 7    | 3 | 2 | 1 | 0 | 21 | 8  | +13 |
| Gazi Üniversitesi | 6    | 3 | 2 | 0 | 1 | 12 | 11 | +1  |
| Pinerola          | 4    | 3 | 1 | 1 | 1 | 15 | 9  | +6  |
| Vængir Júpiters   | 0    | 3 | 0 | 0 | 3 | 2  | 22 | -20 |

| Arbitri: | Norbert Szilágyi Ademir Avdic Clinton Mario Cassar |

| |           |  |
| Čeřovský 2'50'’ Halás 19'05'’ Štefaňák 24'58'’, 39'48'’ Bagin 30'41'’, 34'59'’ Kozár 32'56'’ Zaťovič 38'17'’ | Marcatori |  |

| Arbitri: | Josip Dujmic Clinton Mario Cassar Ademir Avdic |

|                                 |           | |
| Ozkul 13'14'’ Duzluoglu 16'30'’ | Marcatori | 0'43'’, 20'43'’, 34'56'’, 37'19'’ Mantelli 1'23'’ Manoli 1'50'’ Diniz Pereira 6'07'’ Stylianou 36'04'’ Wanderson |

| Arbitri: | Clinton Mario Cassar Norbert Szilágyi Josip Dujmic |

|                                                                             |           |                                 |
| Aydogan 3'07'’ Ugurglu 32'05'’ Zaťovič 32'31'’ (aut.) Sümer Alvurdu 35'01'’ | Marcatori | 37'27'’ Bagin 39'28'’ Marušinec |

| Arbitri: | Ademir Avdic Josip Dujmic Norbert Szilágyi |

| |           |                     |
| Mantelli 1'09'’, 2'18'’, 8'39'’ Diniz Pereira 2'47'’ Alves De Lima 4'32'’, 30'19'’ Stylianou 5'38'’ Manoli 23'13'’ | Marcatori | 6'57'’ Rögnvaldsson |

| Arbitri: | Josip Dujmic Ademir Avdic Clinton Mario Cassar |

|                               |           |                                                                                   |
| K. Kristinsson 13'53'’ (rig.) | Marcatori | 5'41'’ (rig.), 6'05'’, 35'44’ Ugurglu 10'23'’ Aydogan 36'06'’ Guler 37'43'’ Koker |

| Arbitri: | Norbert Szilágyi Clinton Mario Cassar Ademir Avdic |

|                                                                                     |           |                                                                |
| Alves De Lima 9'53'’, 18'56'’ Wanderson 10'17'’ G. Ioannou 24'38'’ Mantelli 35'51'’ | Marcatori | 0'28'’, 10'42'’, 13'34'’ Kozár 16'19'’ Štrbák 37'54'’ Kyjovský |

### Gruppo E
| Squadra           | P.ti | G | V | N | P | GF | GS | DR  |
| ----------------- | ---- | - | - | - | - | -- | -- | --- |
| Weilimdorf        | 9    | 3 | 3 | 0 | 0 | 22 | 9  | +13 |
| Allstars (H)      | 6    | 3 | 2 | 0 | 1 | 20 | 15 | +5  |
| Racing Luxembourg | 3    | 3 | 1 | 0 | 2 | 14 | 19 | -5  |
| Sparta Belfast    | 0    | 3 | 0 | 0 | 3 | 9  | 22 | -13 |

| Arbitri: | Mantas Pomeckis Denys Kutsyi Done Ristovski |

|                                                                        |           |                 |
| Bozinovic 0'45'’, 30'29'’, 36'35'’ Sipahi 15'36'’ Kopyt 29'28'’ (aut.) | Marcatori | 36'07'’ Marcote |

| Arbitri: | Christos Christou Done Ristovski Denys Kutsyi |

|                                              |           | |
| Carlos Soares 0'42'’, 0'56'’ Valente 27'53'’ | Marcatori | 8'32'’, 9'07'’ Nuhanovic 9'19'’ V. Muharemovic 17'41'’ (t.l.) A. Muharemovic 26'04'’, 34'54'’Škorić |

| Arbitri: | Done Ristovski Mantas Pomeckis Christos Christou |

|                                                        |           | |
| Carlos Soares 18'06'’, 28'20'’ Monteiro 37'59'’ (t.l.) | Marcatori | 4'07'’ Bozinovic 5'03'’, 10'33'’, 33'14'’ Čačić 9'10'’, 33'49'’ (t.l.) Delić 30'47'’Sipahi 35'27'’Fischer 38'10'’Windhager |

| Arbitri: | Denys Kutsyi Christos Christou Mantas Pomeckis |

| |           |                                                             |
| Jatic 3'35'’ Huseinbasic 5'52'’, 26'49'’ A. Muharemovic 14'05'’, 22'20'’, 32'34'’ (t.l.) Nuhanovic 14'33'’ Škorić 17'20'’ V. Muharemovic 39'25'’ (t.l.) | Marcatori | 2'21'’, 24'11'’ (t.l.) Marcote 24'26'’ Millar 39'58’ Wilson |

| Arbitri: | Done Ristovski Denys Kutsyi Mantas Pomeckis |

|                                                             |           | |
| Millar 11'38'’ Roohi 16'50'’ Marcote 21'29'’ Wilson 39'55'’ | Marcatori | 8'50'’, 33'28'’ Agovic 9'23'’ Valente 15'56’ Rochinha 23'16'’, 36'33'’, 37'46'’Monteiro 32'06'’Guerrinha |

| Arbitri: | Christos Christou Mantas Pomeckis Denys Kutsyi |

|                                                                                         |           |                                                                                               |
| Bezer 7'12'’ Baur 23'50'’ (aut.) Nuhanovic 28'44’ Skrgic 36'16'’ V. Muharemovic 39'32'’ | Marcatori | 12'55'’, 17'30'’ Matkovic 16'10'’Baur 19'26'’, 24'47'’, 32'12'’ Čačić 20'37'’, 30'27'’ Sipahi |

### Gruppo F
| Squadra             | P.ti | G | V | N | P | GF | GS | DR  |
| ------------------- | ---- | - | - | - | - | -- | -- | --- |
| Luxol Saint Andrews | 9    | 3 | 3 | 0 | 0 | 18 | 6  | +12 |
| Dinamo Chişinău     | 4    | 3 | 1 | 1 | 1 | 14 | 9  | +5  |
| Sjarmtrollan (H)    | 4    | 3 | 1 | 1 | 1 | 7  | 10 | -3  |
| Fiorentino          | 0    | 3 | 0 | 0 | 3 | 2  | 16 | -14 |

| Arbitri: | Shota Kukhilava Gordon Mccabe Lars Van Leeuwen |

|                                                                            |           |  |
| Bizjak 10'18'’ Vevé 20'00'’, 29'41'’ Maikinho 21'16'’ Celino Alves 22'28'’ | Marcatori |  |

| Arbitri: | Alem Bajrovic Lars Van Leeuwen Gordon Mccabe |

|                               |           |                                       |
| Kalukov 4'06'’ Bagriak 4'49'’ | Marcatori | 10'05'’ Schjetne 25'24'’ M. Vučenović |

| Arbitri: | Lars Van Leeuwen Shota Kukhilava Alem Bajrovic |

|                                                            |           |                                                                                 |
| Cherniavskyi 23'16'’ Negara 39'13'’ (t.l.) Kalukov 39'39'’ | Marcatori | 9'15'’ Maikinho 20'29'’ Celino Alves 21'18'’ Răducu 36'20'’ Vevé 37'46'’ Bizjak |

| Arbitri: | Gordon Mccabe Alem Bajrovic Shota Kukhilava |

|                                          |           |  |
| U. Vučenović 1'06'’ M. Vučenović 17'48'’ | Marcatori |  |

| Arbitri: | Shota Kukhilava Lars Van Leeuwen Gordon Mccabe |

|                              |           | |
| Belloni 3'16'’ Righi 18'21'’ | Marcatori | 2'11'’, 24'55'’ Kalukov 11'32'’ Coceban 15'50'’ (aut.) Busignani 28'24'’, 34'06'’ Cherniavskyi 31'39'’ Negara 35'06'’ K. Bondarenko 36'38'’ (rig.) Fil |

| Arbitri: | Alem Bajrovic Gordon Mccabe Lars Van Leeuwen |

|                                              |           | |
| M. Vučenović 0'42'’, 19'10'’ (t.l.), 26'04'’ | Marcatori | 3'49'’ Sant' Anna Coriolano 8'00'’ Vevé 8'53'’, 34'10'’, 35'08'’ Maikinho 14'32’ (t.l.), 37'57'’ Bizjak 18'21'’ Celino Alves |

### Gruppo G
| Squadra      | P.ti | G | V | N | P | GF | GS | DR  |
| ------------ | ---- | - | - | - | - | -- | -- | --- |
| Hovocubo (H) | 9    | 3 | 3 | 0 | 0 | 20 | 3  | +17 |
| Helvecia     | 6    | 3 | 2 | 0 | 1 | 17 | 11 | +6  |
| PYF Saltires | 3    | 3 | 1 | 0 | 2 | 9  | 18 | -9  |
| Lynx         | 0    | 3 | 0 | 0 | 3 | 6  | 20 | -14 |

| Arbitri: | Maksim Dzeikala Raafat Al Hamola Daniele D'adamo |

|                                                                                                   |           |                                                        |
| Ari 1'04'’ Agustí 8'20'’, 8'50'’, 16'32'’ Medina 14'55'’ Dow 35'46'’ (aut.) Álex del Amor 36'50'’ | Marcatori | 33'10'’, 34'43'’ Steedman 39'04'’ (rig.) K. Ballingall |

| Arbitri: | Christian Gundler Daniele D'adamo Raafat Al Hamola |

|                                                                                      |           |              |
| St Juste 5'55'’, 14'13'’ Darri 10'44'’ Molkârâi 11'40'’ Mellah 13'10’ Amrani 37'41'’ | Marcatori | 12'08'’ Popo |

| Arbitri: | Raafat Al Hamola Christian Gundler Maksim Dzeikala |

|                                                                      |           | |
| Monti 1'45'’ (aut.) El Andaloussi 10'45'’ Ruiz 16'50'’ Lopez 23'33'’ | Marcatori | 6'27'’, 23'48'’ Agustí 15'32'’ Monti 17'52'’, 33'06'’ Medina 25'01'’, 35'34'’ Lucas Ferras 32'31'’, 36'08'’ Álex del Amor |

| Arbitri: | Daniele D'adamo Maksim Dzeikala Christian Gundler |

| |           |                 |
| Bouyouzan 0'56'’, 9'31'’ St Juste 2'59'’ Darri 4'48'’, 17'24'’, 18'30'’ Attahiri 7'50'’ Mellah 11'21'’ Amrani 33'34'’, 39'58'’ | Marcatori | 36'53'’ McLaren |

| Arbitri: | Raafat Al Hamola Daniele D'adamo Christian Gundler |

|                                                          |           |              |
| McLaren 13'58'’, 34'56'’, 37'09'’ Kelly 27'46'’, 39'29'’ | Marcatori | 1'31'’ Lopez |

| Arbitri: | Maksim Dzeikala Christian Gundler Daniele D'adamo |

|                                                 |           |               |
| Molkârâi 3'09'’, 10'05'’, 36'37'’ Darri 18'23'’ | Marcatori | 25'24'’ Monti |

### Gruppo H
| Squadra           | P.ti | G | V | N | P | GF | GS | DR |
| ----------------- | ---- | - | - | - | - | -- | -- | -- |
| Georgians Tbilisi | 6    | 2 | 2 | 0 | 0 | 12 | 3  | +9 |
| Maccabi Nahalat   | 3    | 2 | 1 | 0 | 1 | 3  | 10 | -7 |
| Varna City (H)    | 0    | 2 | 0 | 0 | 2 | 5  | 7  | -2 |

| Arbitri: | Martin Køster David Berry Eduards Fatkulins |

|                                              |           |                                 |
| Diedunov 2'55'’ Cohen 15'01'’ Stunis 33'53'’ | Marcatori | 24'58'’ Bl. Marev 34'23'’ Petev |

| Arbitri: | Eduards Fatkulins Martin Køster David Berry |

| |           |  |
| Lukava 3'49'’ Vadot 8'40'’ (aut.) Kekelia 11'01'’ Maisaia 18'12'’ Jvarashvili 30'02'’, 38'31'’ Kurtanidze 30'42'’ Tskhomaria 37'09'’ | Marcatori |  |

| Arbitri: | David Berry Eduards Fatkulins Martin Køster |

|                                          |           |                                                                  |
| Bo. Marev 11'10'’ Tipau 16'57'’, 33'03'’ | Marcatori | 12'51'’ Lukava 16'00'’ Maisaia 29'55'’ Сhumburidze 35'52'’ Todua |

### Gruppo I
| Squadra      | P.ti | G | V | N | P | GF | GS | DR |
| ------------ | ---- | - | - | - | - | -- | -- | -- |
| Leo          | 6    | 2 | 2 | 0 | 0 | 7  | 3  | +4 |
| Gentofte     | 3    | 2 | 1 | 0 | 1 | 8  | 7  | +1 |
| Titograd (H) | 0    | 2 | 0 | 0 | 2 | 5  | 10 | -5 |

| Arbitri: | Panagiotis Ntalas Carl Hughes Ivo Tsenov |

|                                                                                        |           |                                                        |
| Larsen 17'30'’ Falck 27'38'’, 36'02'’ Jørgensen 28'48'’ Haagh 30'32'’ Andersen 39'28'’ | Marcatori | 2'23'’ Bajović 6'55'’ Perošević 9'34'’, 22'47'’ Mugoša |

| Arbitri: | Ivo Tsenov Panagiotis Ntalas Carl Hughes |

|                                  |           |                            |
| Kelson 15'43'’, 18'38'’, 23'59'’ | Marcatori | 23'48'’, 33'48'’ Jørgensen |

| Arbitri: | Carl Hughes Ivo Tsenov Panagiotis Ntalas |

|                        |           |                                                              |
| Uzunyan 10'28'’ (aut.) | Marcatori | 17'17'’ Kelson 27'06'’, 30'31'’ dos Santos 38'49'’ Mashumyan |

## Turno principale
Gli orari sono CEST (UTC+2), come indicato dalla UEFA. Gli orari locali, se differenti, sono indicati tra parentesi.

### Percorso A

#### Gruppo 1
| Squadra     | P.ti | G | V | N | P | GF | GS | DR  |
| ----------- | ---- | - | - | - | - | -- | -- | --- |
| Sporting CP | 9    | 3 | 3 | 0 | 0 | 20 | 1  | +19 |
| Dobovec (H) | 6    | 3 | 2 | 0 | 1 | 11 | 5  | +6  |
| Mostar      | 1    | 3 | 0 | 1 | 2 | 3  | 13 | -10 |
| Ekonomac    | 1    | 3 | 0 | 1 | 2 | 2  | 17 | -15 |

| Arbitri: | David Urdanoz Apezteguia Jan Kresta Peter Nurse |

|                                                                               |           |  |
| Pauleta 13'20'’ Alex 16'24'’ Cavinato 21'06'’ Varela 25'11'’ Cardinal 31'29'’ | Marcatori |  |

| Arbitri: | Victor Berg-Audic Peter Nurse Jan Kresta |

|  |           |                                             |
|  | Marcatori | 25'47'’, 29'25'’, 34'09'’ Čujec 30'43'’ Čeh |

| Arbitri: | Jan Kresta Victor Berg-Audic David Urdanoz Apezteguia |

|                      |           | |
| Vasic 29'19'’ (rig.) | Marcatori | 1'43'’ Taynan 2'19'’, 33'00'’ Erick 4'46'’, 5'12'’, 16'21'’ Cavinato 11'47'’, 21'38'’, 22'31'’ Cardinal 18'34'’, 30'31'’ Rocha 2'19'’, 33'00'’ Merlim |

| Arbitri: | Peter Nurse David Urdanoz Apezteguia Victor Berg-Audic |

|                                                                                         |           |                                    |
| Matošević 2'22'’, 26'12'’, 29'00’ Čujec 15'29'’ R.Mordej 15'58'’, 22'42'’ Fetić 30'44'’ | Marcatori | 14'06'’ Vesić 27'36'’ I. Ivanković |

| Arbitri: | David Urdanoz Apezteguia Victor Berg-Audic Peter Nurse |

|                 |           |               |
| Aladžić 19'01'’ | Marcatori | 31'15'’ Digic |

| Arbitri: | Jan Kresta Peter Nurse Victor Berg-Audic |

|  |           |                                             |
|  | Marcatori | 10'34'’ Matos 14'36'’ Alex 23'50'’ Cavinato |

#### Gruppo 2
| Squadra          | P.ti | G | V | N | P | GF | GS | DR  |
| ---------------- | ---- | - | - | - | - | -- | -- | --- |
| Benfica          | 7    | 3 | 2 | 1 | 0 | 14 | 3  | +11 |
| Prodexim Kherson | 7    | 3 | 2 | 1 | 0 | 16 | 7  | +9  |
| Halle-Gooik (H)  | 3    | 3 | 1 | 0 | 2 | 10 | 14 | -4  |
| Araz Naxçivan    | 0    | 3 | 0 | 0 | 3 | 4  | 20 | -16 |

| Arbitri: | Moshe Bohbot Viktor Bugenko Damian Jaruchiewicz |

|                     |           |                |
| Fernandinho 16'04'’ | Marcatori | 23'53'’ Zvaryč |

| Arbitri: | Moshe Bohbot Damian Jaruchiewicz Viktor Bugenko |

|                 |           |                                                                                  |
| Bağırov 20'24'’ | Marcatori | 2'45'’ Gréllo 16'29'’ (aut.) Atayev 17'57'’ Patias 17'57'’ Tomić 34'03'’ De Bail |

| Arbitri: | Damian Jaruchiewicz Moshe Bohbot Nikola Jelić |

|  |           | |
|  | Marcatori | 1'57'’ A. Coelho 5'39'’ (aut.) Ismayilov 7'33'’, 35'20'’ Fits 31'13'’, 31'49'’ Chaguinha 34'20'’ T. Brito |

| Arbitri: | Viktor Bugenko Nikola Jelić Moshe Bohbot |

|                                              |           |                                                                                            |
| Diogo 25'37'’ De Bail 36'41'’ Patias 38'28'’ | Marcatori | 18'52'’, 19'19'’ Roninho 23'23'’, 31'18'’ Korsun 30'53'’ Fernandez 34'01'’, 39'05'’ Zvaryč |

| Arbitri: | Moshe Bohbot Damian Jaruchiewicz Viktor Bugenko |

| |           |                                                     |
| Dávid 8'24'’, 25'44'’ Korsun 9'43'’ Lanko 18'30'’ Šoturma 22'22'’, 39'24'’ Bilotserkivets 23'25'’, 30'01'’ | Marcatori | 4'04'’ (aut.) Zvaryč 29'52'’ Atayev 39'05'’ Bağırov |

| Arbitri: | Nikola Jelić Viktor Bugenko Damian Jaruchiewicz |

|                             |           |                                                                                 |
| Patias 3'34'’ Tomić 16'41'’ | Marcatori | 3'17'’, 6'19'’ Fernandinho 4'14'’ Robinho 7'53'’ Henmi 14'54'’, 18'37'’ Cecílio |

#### Gruppo 3
| Squadra    | P.ti | G | V | N | P | GF | GS | DR  |
| ---------- | ---- | - | - | - | - | -- | -- | --- |
| Barcellona | 9    | 3 | 3 | 0 | 0 | 16 | 1  | +15 |
| Tjumen'    | 6    | 3 | 2 | 0 | 1 | 12 | 6  | +6  |
| Ayat       | 3    | 3 | 1 | 0 | 2 | 9  | 19 | -10 |
| Vytis (H)  | 0    | 3 | 0 | 0 | 3 | 6  | 17 | -11 |

| Arbitri: | Trayan Enchev Filipe Gonçalo Santos Duarte Ozan Soykan |

|                 |           |  |
| Marcênio 6'47'’ | Marcatori |  |

| Arbitri: | Alessandro Malfer Ozan Soykan Filipe Gonçalo Santos Duarte |

|                                                              |           |                                                            |
| Preá 8'14'’, 24'21'’, 34'13'’ Bolt 14'54'’ Valiullin 17'01'’ | Marcatori | 7'30'’ Juchno 23'58'’, 38'43'’ Leandro 34'54'’ (rig.) Rafa |

| Arbitri: | Ozan Soykan Trayan Enchev Alessandro Malfer |

|                |           |                                                                                           |
| Ryndin 39'33'’ | Marcatori | 5'15'’, 39'12'’ Adolfo 10'53'’, 16'40'’, 27'56'’ Shiraishi 14'50'’ Joselito 35'58'’ Plana |

| Arbitri: | Filipe Gonçalo Santos Duarte Alessandro Malfer Trayan Enchev |

|                               |           |                                                      |
| Leandro 29'15'’ Isaac 38'25'’ | Marcatori | 1'52'’, 10'35'’ Taffy 33'29’ Batyrev 37'48'’ Loginov |

| Arbitri: | Filipe Gonçalo Santos Duarte Ozan Soykan Trayan Enchev |

| |           |                                        |
| Krikun 3'38'’ Antoškin 7'01'’ Gereykhanov 11'45'’ Vilian 31'06'’, 37'07'’ Emelyanov 31'26'’ Upalev 37'33'’ Bakhur 39'59'’ | Marcatori | 6'12'’, 16'03'’ Valiullin 22'59'’ Bolt |

| Arbitri: | Alessandro Malfer Trayan Enchev Ozan Soykan |

|  |           | |
|  | Marcatori | 1'41'’, 28'45'’ Rivillos 5'36'’, 37'54'’ Povill 6'04'’ Shiraishi 22'20'’ Arthur 29'03'’ Marcênio 36'20'’ Roger |

#### Gruppo 4
| Squadra            | P.ti | G | V | N | P | GF | GS | DR  |
| ------------------ | ---- | - | - | - | - | -- | -- | --- |
| KPRF               | 9    | 3 | 3 | 0 | 0 | 14 | 6  | +8  |
| ElPozo Murcia      | 6    | 3 | 2 | 0 | 1 | 13 | 8  | +5  |
| Qairat Almaty      | 3    | 3 | 1 | 0 | 2 | 5  | 6  | -1  |
| Berettyóújfalu (H) | 0    | 3 | 0 | 0 | 3 | 1  | 13 | -12 |

| Arbitri: | Nicola Manzione Daniel Matkovic Veljko Bošković |

|  |           |                                                 |
|  | Marcatori | 7'30'’ Saiotti 10'56'’ Razuvanov 16'46'’ Asadov |

| Arbitri: | Timo Onatsu Veljko Bošković Daniel Matkovic |

|                                                                             |           |  |
| Aguilera 4'06'’ Paradynski 10'19'’, 34'41'’, 35'26'’ Felipe Valério 28'01'’ | Marcatori |  |

| Arbitri: | Veljko Bošković Nicola Manzione Timo Onatsu |

|                                                         |           |                                        |
| Paradynski 13'34'’ Yepes 21'01'’ Felipe Valério 35'27'’ | Marcatori | 13'21'’ Douglas Júnior 29'17'’ Higuita |

| Arbitri: | Daniel Matkovic Timo Onatsu Nicola Manzione |

|                 |           |                                                                      |
| Rafinha 21'14'’ | Marcatori | 13'57'’, 32'45'’ Asadov 17'21'’, 39'29'’ Saiotti 39'13'’ Castanhassi |

| Arbitri: | Nicola Manzione Veljko Bošković Timo Onatsu |

|                                                                                        |           |                                                                                          |
| Bagirov 2'15'’ Razorenov 13'48'’ Castanhassi 24'10'’, 34'43'’, 37'49'’ Nijazov 39'06'’ | Marcatori | 27'15'’ Paradynski 33'17'’, 39'32'’ Felipe Valério 33'42'’ (aut.) Rômulo 38'15'’ Pacheco |

| Arbitri: | Daniel Matkovic Timo Onatsu Veljko Bošković |

|  |           |                                           |
|  | Marcatori | 3'28'’, 28'41'’ Luizinho 13'08'’ G. Souza |

### Percorso B

#### Gruppo 5
| Squadra              | P.ti | G | V | N | P | GF | GS | DR  |
| -------------------- | ---- | - | - | - | - | -- | -- | --- |
| Sparta Praga (H)     | 9    | 3 | 3 | 0 | 0 | 16 | 5  | +11 |
| Csíkszereda          | 4    | 3 | 1 | 1 | 1 | 7  | 10 | -3  |
| Rekord Bielsko-Biała | 3    | 3 | 1 | 0 | 2 | 5  | 7  | -2  |
| Luxol Saint Andrews  | 1    | 3 | 0 | 1 | 2 | 4  | 10 | -6  |

| Arbitri: | Stefan Vrijens Ibrahim El Jilali David Grøndal Nissen |

|                                                             |           |                  |
| Alex Viana 12'12'’ Oleksandr Bondar 32'43'’ Budniak 39'06'’ | Marcatori | 26'02'’ Maikinho |

| Arbitri: | Alejandro Martinez Flores David Grøndal Nissen Ibrahim El Jilali |

|                                                      |           | |
| Héctor 34'39'’ Rakić 37'26'’ F. Matei 38'35'’ (rig.) | Marcatori | 2'20'’ Grbeša 16'34'’ Michal Seidler 16'59'’ Drahovský 22'45'’, 32'01'’ Novak 24'00'’ Rick 35'03'’ Wilde |

| Arbitri: | David Grøndal Nissen Stefan Vrijens Alejandro Martinez Flores |

|                                  |           |               |
| F. Matei 1'58'’ Alvarito 36'11'’ | Marcatori | 27'08'’ Marek |

| Arbitri: | Ibrahim El Jilali Alejandro Martinez Flores Stefan Vrijens |

|                                                                                             |           |                    |
| Drahovský 13'33'’ Brahimi 21'58'’ Wilde 25'55'’ Novak 30'27'’ (rig.) Michal Seidler 32'24'’ | Marcatori | 29'16'’ A. Pereira |

| Arbitri: | Stefan Vrijens Ibrahim El Jilali David Grøndal Nissen |

|                                         |           |                                    |
| Sant'Anna Coriolano 2'20'’ Vevé 14'20'’ | Marcatori | 10'22'’ Valadares 18'39'’ Alvarito |

| Arbitri: | Alejandro Martinez Flores David Grøndal Nissen Ibrahim El Jilali |

|                                                                       |           |                          |
| Grbeša 1'29'’ Michal Seidler 24'49'’ Amadeu 25'55'’ Drahovský 39'48'’ | Marcatori | 20'38'’ Oleksandr Bondar |

#### Gruppo 6
| Squadra          | P.ti | G | V | N | P | GF | GS | DR |
| ---------------- | ---- | - | - | - | - | -- | -- | -- |
| Novo Vrijeme (H) | 9    | 3 | 3 | 0 | 0 | 14 | 7  | +7 |
| Leo              | 6    | 3 | 2 | 0 | 1 | 16 | 12 | +4 |
| Shkupi           | 3    | 3 | 1 | 0 | 2 | 11 | 15 | -4 |
| Omonia           | 0    | 3 | 0 | 0 | 3 | 11 | 18 | -7 |

| Arbitri: | Petar Radojcic Vlad Nicolae Ciobanu Aleš Mocnik Peric |

|                                      |           |                                                                                       |
| Uzunyan 18'45'’ (aut.) Alimi 36'13'’ | Marcatori | 2'57'’, 32'52'’ Pocaia 8'46'’, 13'17'’, 37'48'’ Daniel 14'35'’ Vitinho 39'08'’ Alemão |

| Arbitri: | Cédric Pelissier Aleš Mocnik Peric Vlad Nicolae Ciobanu |

|                                  |           |                                                                  |
| Mantelli 32'07'’ (t.l.), 35'36'’ | Marcatori | 16'04'’, 16'22'’ Fideršek 25'40'’, 30'36'’ Lucão 33'35'’ Horvath |

| Arbitri: | Vlad Nicolae Ciobanu Cédric Pelissier Aleš Mocnik Peric |

|                                                        |           |                                                                                                 |
| Mantelli 5'11'’, 5'45'’, 23'40'’ (rig.) Manoli 29'39'’ | Marcatori | 2'44'’, 32'34'’ Seferi 17'36'’, 22'14'’ Leveski 17'49'’ Alimi 30'39'’ Sulejman 36'51'’ Dimovski |

| Arbitri: | Aleš Mocnik Peric Petar Radojcic Cédric Pelissier |

|                                                                      |           |                                       |
| Kazazić 6'08'’ Bajrušović 21'44'’ Osredkar 24'10'’, 37'18'’, 39'59'’ | Marcatori | 4'19'’, 28'54'’ Kelson 39'53'’ Alemão |

| Arbitri: | Petar Radojcic Vlad Nicolae Ciobanu Aleš Mocnik Peric |

|                                                                                           |           |                                                                       |
| Pocaia 8'00'’ Daniel 18'10'’, 38'25'’ Alemão 26'44'’ dos Santos 32'44'’ Mkrtchyan 38'41'’ | Marcatori | 9'04'’, 9'36'’, 23'14'’ Mantelli 15'38'’ (aut.) Duio 39'13'’ Lakoufis |

| Arbitri: | Cédric Pelissier Aleš Mocnik Peric Vlad Nicolae Ciobanu |

|                                                        |           |                                  |
| Osredkar 6'12'’ Babić 15'25'’, 31'05'’ Musinov 27'36'’ | Marcatori | 17'23'’ Gligorov 39'24'’ Leveski |

#### Gruppo 7
| Squadra            | P.ti | G | V | N | P | GF | GS | DR  |
| ------------------ | ---- | - | - | - | - | -- | -- | --- |
| Stalitsa Minsk (H) | 7    | 3 | 2 | 1 | 0 | 13 | 3  | +10 |
| Toulon             | 4    | 3 | 1 | 1 | 1 | 11 | 9  | +2  |
| Liburn             | 3    | 3 | 0 | 3 | 0 | 9  | 9  | 0   |
| Hovocubo           | 1    | 3 | 0 | 1 | 0 | 5  | 17 | -12 |

| Arbitri: | Eduardo Fernandes Coelho Lukáš Peško Yasin Alageyik |

|                                                                     |           |                                                                             |
| Qerimi 3'31'’, 39'12'’ Alaj 13'56'’ Selmanaj 29'22'’ Selimi 32'14'’ | Marcatori | 2'35'’ Jouad 2'59'’ Gutiérrez 17'54'’ Pupa 21'53'’ Díaz 29'48'’ Sanz Sendon |

| Arbitri: | Kirill Naishouler Yasin Alageyik Lukáš Peško |

|               |           | |
| Darri 24'31'’ | Marcatori | 5'24'’ Lazyuk 12'25'’, 14'35'’, 28'36'’, 39'32'’ Rogovik 22'57'’ Myko. Grytsyna 27'07'’ Gorbenko 35'34'’ Zhigalko 36'08'’ Olshevski |

| Arbitri: | Yasin Alageyik Eduardo Fernandes Coelho Kirill Naishouler |

|                                                   |           |                                       |
| Attahiri 12'45'’ Amrani 25'51'’ Bouyouzan 28'47'’ | Marcatori | 17'42'’ Kryeziu 30'18'’, 37'58'’ Alaj |

| Arbitri: | Lukáš Peško Kirill Naishouler Eduardo Fernandes Coelho |

|                                                 |           |               |
| Gorbenko 8'17'’, 36'56'’ Myko. Grytsyna 30'29'’ | Marcatori | 10'20'’ Jouad |

| Arbitri: | Kirill Naishouler Lukáš Peško Yasin Alageyik |

|                                                                   |           |                   |
| Gutiérrez 19'55'’ Sampaio 26'01'’ Ouadi 36'09'’, 37'37'’, 38'09'’ | Marcatori | 24'49'’ Bouyouzan |

| Arbitri: | Eduardo Fernandes Coelho Yasin Alageyik Kirill Naishouler |

|                 |           |                |
| Zhigalko 5'16'’ | Marcatori | 14'03'’ Qerimi |

#### Gruppo 8
| Squadra           | P.ti | G | V | N | P | GF | GS | DR |
| ----------------- | ---- | - | - | - | - | -- | -- | -- |
| Italservice       | 9    | 3 | 3 | 0 | 0 | 13 | 5  | +8 |
| Georgians Tbilisi | 6    | 3 | 2 | 0 | 1 | 11 | 9  | +2 |
| Weilimdorf        | 3    | 3 | 1 | 0 | 2 | 9  | 11 | -2 |
| Uddevalla (H)     | 0    | 2 | 0 | 0 | 2 | 3  | 11 | -8 |

| Arbitri: | Balázs Farkas Vasilios Christodoulis Juan Boelen |

|                                                                                 |           |                                                 |
| Marcelinho 4'50'’ Fortini 11'17'’ Borruto 17'24'’ Taborda 29'22'’ Canal 39'43'’ | Marcatori | 17'35'’ (t.l.), 17'52'’ Delić 19'56'’ Bozinovic |

| Arbitri: | Javier Moreno Reina Juan Boelen Vasilios Christodoulis |

|                                                            |           |                                    |
| Lukava 5'40'’ Tophuria 30'09'’, 33'56'’ Kurtanidze 32'16'’ | Marcatori | 14'20’ Al Mouti 29'51'’ Söderqvist |

| Arbitri: | Juan Boelen Balázs Farkas Javier Moreno Reina |

|                    |           |                                                                             |
| Kurtanidze 29'24'’ | Marcatori | 5'47'’, 8'33'’ Marcelinho 13'58'’ De Oliveira 30'10'’ Fortini 37'03'’ Salas |

| Arbitri: | Vasilios Christodoulis Javier Moreno Reina Balázs Farkas |

|  |           |                                                             |
|  | Marcatori | 7'57'’ Sipahi 10'08'’, 24'26'’ Fischer 14'02'’ (t.l.) Delić |

| Arbitri: | Juan Boelen Vasilios Christodoulis Balázs Farkas |

|                                         |           | |
| Delić 18'16'’ (t.l.) Despotović 35'18'’ | Marcatori | 14'33'’ (t.l.) Tskhomaria 19'38'’ Giorgaia 20'45'’, 30'58'’ Todua 38'58'’ Сhumburidze 39'41'’ Tophuria |

| Arbitri: | Javier Moreno Reina Balázs Farkas Vasilios Christodoulis |

|               |           |                                                |
| Raisi 14'09'’ | Marcatori | 2'06'’ Canal 4'12'’ Marcelinho 18'23'’ Honorio |

## Turno élite
Il sorteggio per il turno élite si è tenuto il 18 ottobre 2019 dalle 14:00 CEST (UTC+2), nel quartier generale dell'UEFA a Nyon, in Svizzera. Le 16 squadre sono state sorteggiate in quattro gruppi da quattro, contenenti una prima classificata del percorso A (prima fascia), una seconda classificata del percorso A (seconda fascia) e due squadre, terze classificate del percorso A e/o prime classificate del percorso B (terza e quarta fascia). Per prima cosa sono state sorteggiate le sette possibili squadre organizzatrici da un'apposita ciotola, con le prime quattro sorteggiate selezionate come organizzatrici. Successivamente si è proseguito con le rimanenti nove squadre, sorteggiate dalle loro rispettive ciotole e allocate nei gruppi secondo le loro fasce (le squadre che non erano né prime né seconde classificate del percorso A sono state allocate prima in posizione 4 e successivamente in posizione 3). Le vincitrici e le seconde dallo stesso girone del Percorso A non potevano essere sorteggiate nello stesso gruppo. Squadre dalla stessa federazione nazionale potevano essere sorteggiate insieme. Secondo la decisione dell'UEFA Emergency Panel, squadre dalla Russia e dall'Ucraina non potevano essere sorteggiate nello stesso gruppo.
Legenda
- (H): Squadre organizzatrici del turno élite selezionate dal sorteggio
- (h): Squadre potenziali organizzatrici del turno élite non selezionate dal sorteggio

| Percorso A | Percorso A             | Percorso A               | Percorso A               |
| Gruppo     | Vincitore (Fascia 1)   | Secondo posto (Fascia 2) | Terzo posto (Fascia 3/4) |
| ---------- | ---------------------- | ------------------------ | ------------------------ |
| 1          | Sporting CP (h)        | Dobovec                  | Mostar                   |
| 2          | Benfica (h)            | Prodexim Kherson         | Halle-Gooik              |
| 3          | Barcellona             | Tjumen' (H)              | Ayat                     |
| 4          | KPRF (H)               | ElPozo Murcia (h)        | Qairat Almaty (H)        |
| Percorso B |                        |                          |                          |
| Gruppo     | Vincitore (Fascia 3/4) |                          |                          |
| 5          | Sparta Praga           |                          |                          |
| 6          | Novo Vrijeme           |                          |                          |
| 7          | Stalitsa Minsk (H)     |                          |                          |
| 8          | Italservice            |                          |                          |

Le vincitrici di ogni gruppo avanzano alla Final Four.
Gli orari sono CET (UTC+1), come indicato dalla UEFA. Gli orari locali, se differenti, sono indicati tra parentesi.

### Gruppo A
| Squadra     | P.ti | G | V | N | P | GF | GS | DR  |
| ----------- | ---- | - | - | - | - | -- | -- | --- |
| KPRF (H)    | 9    | 3 | 3 | 0 | 0 | 14 | 5  | +9  |
| Dobovec     | 6    | 3 | 2 | 0 | 1 | 11 | 7  | +4  |
| Halle-Gooik | 3    | 3 | 1 | 0 | 2 | 10 | 8  | +2  |
| Mostar      | 0    | 3 | 0 | 0 | 3 | 6  | 21 | -15 |

| Arbitri: | Eduardo Fernandes Coelho Miguel Castilho Kamil Çetin |

|                                                 |           |                |
| Turk 32'53'’ Diogo 37'50'’ (aut.) Čujec 39'58'’ | Marcatori | 4'56'’ De Bail |

| Arbitri: | Marc Birkett Kamil Çetin Miguel Castilho |

| |           |                                 |
| Nijazov 7'25'’ Castanhassi 10'51'’ Bagirov 14'10'’, 21'33'’, 35'39'’ Lin 16'14'’ Ponkratov 39'39'’ | Marcatori | 26'36'’ Vesić 34'45'’ Lazarević |

| Arbitri: | Miguel Castilho Eduardo Fernandes Coelho Marc Birkett |

|               |           |                                                                                  |
| Vesić 35'40'’ | Marcatori | 1'13'’, 10'57'’ Čeh 3'34'’, 30'15'’ Matošević 34'31'’ Čujec 34'53'’ (aut.) Vesić |

| Arbitri: | Kamil Çetin Marc Birkett Eduardo Fernandes Coelho |

|                              |           |                    |
| Fukin 15'34'’ Rômulo 25'45'’ | Marcatori | 14'01'’ Dujacquier |

| Arbitri: | Marc Birkett Kamil Çetin Miguel Castilho |

| |           |                                                 |
| Gréllo 8'23'’ Leo 13'13'’, 33'16'’ Patias 17'53'’ Teixeira 21'35'’ Diogo 24'39'’ Tomić 32'58'’, 33'51'’ | Marcatori | 6'06'’ Aladžić 7'37'’ I. Ivanković 8'34'’ Gosto |

| Arbitri: | Eduardo Fernandes Coelho Miguel Castilho Kamil Çetin |

|                              |           |                                                                               |
| Čeh 6'11'’ Matošević 16'31'’ | Marcatori | 8'56'’ Nijazov 21'31'’ Castanhassi 32'09'’ Bagirov 37'12'’ Burkov 39'13'’ Lin |

### Gruppo B
| Squadra      | P.ti | G | V | N | P | GF | GS | DR |
| ------------ | ---- | - | - | - | - | -- | -- | -- |
| Tjumen' (H)  | 7    | 3 | 2 | 1 | 0 | 9  | 4  | +5 |
| Sporting CP  | 6    | 3 | 2 | 0 | 1 | 10 | 5  | +5 |
| Novo Vrijeme | 4    | 3 | 1 | 1 | 1 | 6  | 9  | -3 |
| Ayat         | 0    | 3 | 0 | 0 | 3 | 4  | 11 | -7 |

| Arbitri: | Juan José Cordero Gallardo Alejandro Martinez Flores Admir Zahovič |

|                                                               |           |  |
| Alex 0'29'’ Varela 7'33'’ Léo Jaraguá 21'33'’ Pauleta 21'48'’ | Marcatori |  |

| Arbitri: | Borislav Kolev Admir Zahovič Alejandro Martinez Flores |

|                                        |           |  |
| Antoškin 6'12'’, 37'07'’ Taffy 22'31'’ | Marcatori |  |

| Arbitri: | Alejandro Martinez Flores Juan José Cordero Gallardo Borislav Kolev |

|                              |           |                                                                      |
| Lopatyuk 0'28'’ Preá 32'57'’ | Marcatori | 6'12'’ Cavinato 8'02'’ Merlim 19'47'’ Alex 22'29'’, 38'38'’ Cardinal |

| Arbitri: | Admir Zahovič Borislav Kolev Juan José Cordero Gallardo |

|                                       |           |                                           |
| Antoškin 7'21'’, 28'24'’ Taffy 8'15'’ | Marcatori | 9'46'’ Osredkar 17'14'’, 32'57'’ Fideršek |

| Arbitri: | Alejandro Martinez Flores Admir Zahovič Borislav Kolev |

|                                                   |           |                            |
| Musinov 17'30'’ Fideršek 35'22'’ Anderson 38'16'’ | Marcatori | 1'42'’ Agapov 30'22'’ Preá |

| Arbitri: | Juan José Cordero Gallardo Borislav Kolev Admir Zahovič |

|                |           |                                               |
| Merlim 18'56'’ | Marcatori | 0'27'’ Lobkov 8'34'’ Batyrev 26'02'’ Antoškin |

### Gruppo C
| Squadra           | P.ti | G | V | N | P | GF | GS | DR |
| ----------------- | ---- | - | - | - | - | -- | -- | -- |
| ElPozo Murcia     | 7    | 3 | 2 | 1 | 0 | 11 | 6  | +5 |
| Italservice       | 4    | 3 | 1 | 1 | 1 | 11 | 9  | +2 |
| Benfica           | 3    | 3 | 1 | 0 | 2 | 8  | 12 | -4 |
| Qairat Almaty (H) | 3    | 3 | 1 | 0 | 2 | 9  | 12 | -3 |

| Arbitri: | Ondřej Černý Cédric Pelissier Nikola Jelić |

|                 |           |                                                                           |
| Robinho 29'14'’ | Marcatori | 11'11'’ Borruto 33'56'’ Canal 38'26'’, 39'13'’ Taborda 38'48'’ Marcelinho |

| Arbitri: | Saša Tomić Nikola Jelić Cédric Pelissier |

|                  |           |                                                                |
| Luizinho 27'36'’ | Marcatori | 18'43'’ Aguilera 33'49'’ Matteus 35'57'’ Yepes 36'36'’ Delgado |

| Arbitri: | Nikola Jelić Saša Tomić Ondřej Černý |

|                                                                     |           |                                      |
| Matteus 9'20'’ Paradynski 10'52'’ Pacheco 12'02'’ Alcántara 13'49'’ | Marcatori | 6'37'’ Chaguinha 38'51'’ Fernandinho |

| Arbitri: | Cédric Pelissier Ondřej Černý Saša Tomić |

|                                                                                 |           |                                                      |
| Edson 4'35'’, 26'46'’ Tonidandel 27'24'’ (aut.) Luizinho 28'53'’ Orazov 39'55'’ | Marcatori | 9'18'’ Tonidandel 9'35'’ Honorio 21'51'’ De Oliveira |

| Arbitri: | Nikola Jelić Ondřej Černý Cédric Pelissier |

|                                                       |           |                                                     |
| Salas 4'53'’ Alcántara 30'51'’ (aut.) Honorio 35'15'’ | Marcatori | 31'12'’ Paradynski 37'16'’ Pacheco 37'56'’ Aguilera |

| Arbitri: | Saša Tomić Cédric Pelissier Ondřej Černý |

|                                                                              |           |                                                     |
| B. Coelho 1'11'’, 27'52'’ Chaguinha 16'30'’ Robinho 37'33'’ A. Sousa 38'43'’ | Marcatori | 5'01'’ (rig.), 9'43'’ Douglas Júnior 24'26'’ Tayebi |

### Gruppo D
| Squadra            | P.ti | G | V | N | P | GF | GS | DR |
| ------------------ | ---- | - | - | - | - | -- | -- | -- |
| Barcellona         | 9    | 3 | 3 | 0 | 0 | 12 | 4  | +8 |
| Prodexim Kherson   | 6    | 3 | 2 | 0 | 1 | 9  | 7  | +2 |
| Sparta Praga       | 3    | 3 | 1 | 0 | 2 | 7  | 9  | -2 |
| Stalitsa Minsk (H) | 0    | 3 | 0 | 0 | 3 | 4  | 12 | -8 |

| Arbitri: | Angelo Galante Alessandro Malfer Balázs Farkas |

|                               |           |                  |
| Dyego 19'32'’ Aicardo 26'45'’ | Marcatori | 2'48'’ Drahovský |

| Arbitri: | Gábor Kovács Balázs Farkas Alessandro Malfer |

|                  |           |                                 |
| Zhigalko 36'36'’ | Marcatori | 15'56'’ Dávid 35'35'’ Volianiuk |

| Arbitri: | Balázs Farkas Gábor Kovács Angelo Galante |

|                               |           |                                                             |
| Roninho 1'32'’ Zvaryč 31'08'’ | Marcatori | 3'00'’ Dyego 7'52'’ Ferrão 28'40'’ Shiraishi 40'00'’ Lozano |

| Arbitri: | Alessandro Malfer Angelo Galante Gábor Kovács |

|                                         |           |                                                               |
| Rogovik 14'32'’ (rig.) Zhigalko 36'25'’ | Marcatori | 7'23'’ Wilde 12'59'’, 39'45'’ (t.l.) Drahovský 29'25'’ Amadeu |

| Arbitri: | Alessandro Malfer Gábor Kovács Balázs Farkas |

|                               |           |                                                                  |
| Drahovský 1'12'’ Rick 18'07'’ | Marcatori | 0'53'’, 36'40'’ Volianiuk 5'08'’ Šoturma 37'49'’, 38'52'’ Zvaryč |

| Arbitri: | Angelo Galante Balázs Farkas Gábor Kovács |

|                                                                               |           |              |
| Aicardo 2'10'’ Rivillos 8'22'’, 33'22'’, 36'58'’ Roger 10'15'’ Lozano 39'09'’ | Marcatori | 19'14'’ Beto |

## Final four
Il sorteggio della final four si è tenuto il 5 febbraio 2020 alle 17:00 CET nel quartier generale del Comitato Olimpico bielorusso a Minsk. Si sarebbe dovuta disputare dal 24 al 26 aprile 2020 a Minsk, ma è stata rinviata a causa della pandemia di COVID-19, e spostata dall'8 all'11 ottobre 2020 al Palau Blaugrana di Barcellona.
| Gruppo | Squadra       |
| ------ | ------------- |
| A      | KPRF          |
| B      | Tjumen'       |
| C      | ElPozo Murcia |
| D      | Barcellona    |

### Tabellone
|  | Semifinali       | Semifinali       | Semifinali    |               |            | Finale           | Finale           | Finale          |  |
|  |                  |                  |               |               |            |                  |                  |                 |  |
|  | Barcellona (dcr) | Barcellona (dcr) | 3 (5)         |               |            |                  |                  |                 |  |
|  | Barcellona (dcr) | Barcellona (dcr) | 3 (5)         |               |            |                  |                  |                 |  |
|  | KPRF Mosca       | KPRF Mosca       | 3 (4)         |               |            |                  |                  |                 |  |
|  | KPRF Mosca       | KPRF Mosca       | 3 (4)         |               | Barcellona | Barcellona       | 2                |                 |  |
|  |                  |                  |               |               | Barcellona | Barcellona       | 2                |                 |  |
|  |                  |                  | ElPozo Murcia | ElPozo Murcia | 1          |                  |                  |                 |  |
|  | ElPozo Murcia    | ElPozo Murcia    | ElPozo Murcia | ElPozo Murcia | 1          | 2                |                  |                 |  |
|  | ElPozo Murcia    | ElPozo Murcia    |               |               |            | 2                |                  |                 |  |
|  | Tjumen'          | Tjumen'          | 1             |               |            | Finale 3º posto  | Finale 3º posto  | Finale 3º posto |  |
|  | Tjumen'          | Tjumen'          | 1             |               |            |                  |                  |                 |  |
|  |                  |                  |               |               |            |                  |                  |                 |  |
|  |                  |                  |               |               |            | KPRF Mosca (dcr) | KPRF Mosca (dcr) | 2 (3)           |  |
|  |                  |                  |               |               |            | KPRF Mosca (dcr) | KPRF Mosca (dcr) | 2 (3)           |  |
|  |                  |                  |               |               |            | Tjumen'          | Tjumen'          | 2 (1)           |  |

### Semifinali
| Arbitri: | Ondřej Černý Borislav Kolev Saša Tomić |
| Crono:   | Eduardo Fernandes Coelho               |

|                                  |           |                   |
| R. Santos 14'45'’ García 31'36'’ | Marcatori | 23'46'’ Abramovič |

| Arbitri: | Angelo Galante Nicola Manzione Nikola Jelić |
| Crono:   | Saša Tomić                                  |

|                                                   |                      |                                             |
| Lozano 06'01'’ Ferrão 07'51'’ Esquerdinha 42'45'’ | Marcatori            | 19'59'’ Rômulo 29'12'’ Asadov 42'45'’ Nando |
| Ferrão Shiraishi Esquerdinha Dyego Lozano         | Tiri di rigore 5 – 4 | Nando Lin Saiotti Rômulo Asadov             |

### Finale 3º posto
| Arbitri: | Eduardo Fernandes Coelho Borislav Kolev Angelo Galante |
| Crono:   | Nicola Manzione                                        |

|                                |                      |                                  |
| Nijazov 34'02'’ Asadov 39'52'’ | Marcatori            | 17'07'’ Taffy 37'01'’ Milovanov  |
| Nando Rômulo Saiotti Lin       | Tiri di rigore 3 – 1 | Milovanov Vilian Abramovič Taffy |

### Finale
| Arbitri: | Saša Tomić Nikola Jelić Ondřej Černý |
| Crono:   | Nicola Manzione                      |

| |            | |
| Dyego 03'10'’ Aicardo 08'28'’ | Marcatori  | 24'52'’ Santana |
| · Dídac Plana · Jesús Aicardo · Dyego Zuffo · Ferrão · Marcênio · Miquel Feixas · Matheus Rodrigues · Daniel Shiraishi · Adolfo Fernández · Sergio Lozano · Esquerdinha · Joselito · Bernat Povill · Ximbinha | Formazioni | · Carlos Espíndola · Léo Santana · Marcel Marques · Felipe Paradynski · Matteus Reinaldi Caetano · Antonio Navarro · Marc Tolrà · Alberto García Delgado · Darío Gil · Rafael Santos · Pol Pacheco · Miguelín · Fernando Aguilera · Juan Adrián Salas |
| Andreu Plaza | Allenatori | Diego Giustozzi |